# شاپرکیان بال‌برگشته
شاپرکیان بال‌برگشته (به لاتین: Drepaninae) تا حد زیادی بزرگترین زیرخانواده از شاپرکان بال‌برگشته است. در حالی که معمولاً به دو تبار Drepanini و Oretini تقسیم می‌شود، سازگان‌شناسی درونی و تبارزایی آن به خوبی حل نشده‌است.